# Morcego-arborícola-grande
O morcego-arborícola-grande (Nyctalus noctula) é uma espécie de morcego da família Vespertilionidae. Pode ser encontrado na Europa e Ásia Central.